# Come uccidono le brave ragazze
Come uccidono le brave ragazze (titolo originale: A Good Girl's Guide to Murder) è il romanzo d'esordio della scrittrice inglese Holly Jackson.
Il libro è il primo di una trilogia e una novella: Come uccidono le brave ragazze (2019); Brave ragazze, cattivo sangue (2020); Una brava ragazza è una ragazza morta (2021); e Kill Joy (2022). Tutti i libri sono stati pubblicati da Electric Monkey nel Regno Unito e da Rizzoli in Italia.
Dalla trama, è stata tratta una serie televisiva distribuita dal noto servizio di streaming Netflix.

## Trama
Cinque anni prima, un tragico omicidio-suicidio ha scosso la cittadina di Little Kilton, nel Buckinghamshire, quando Andie Bell è stata brutalmente uccisa e il suo fidanzato, Sal Singh, è stato accusato prima di togliersi apparentemente la vita. Ma la diciassettenne Pippa Fitz-Amobi "Pip" è convinta che il vero assassino sia ancora in circolazione. Fa allora amicizia con il fratello minore di Sal, Ravi, e avvia un'indagine fingendo di stare lavorando a un progetto scolastico. Sfortunatamente, ogni interrogatorio mette Pip in maggiore pericolo, ma lei continua a persistere. Trova quindi le prove che Andie vendeva droga agli studenti della sua scuola, tra cui Max Hastings, e che aveva una relazione con il signor Ward, l'insegnante di storia e il padre di Cara Ward, la migliore amica di Pip.

## Riconoscimenti
Come uccidono le brave ragazze è stato nominato uno dei migliori libri del 2020 da Barnes & Noble e ha ricevuto i seguenti riconoscimenti:
- American Library Association's Amazing Audiobooks (2021)[3]
- Goodreads Choice Award (2020)[4]
- YA Book Prize shortlist (2020)
- British Book Awards Children's Fiction Book (2020)

## Adattamento televisivo
Nel settembre 2022, viene rivelato che BBC Three ha commissionato un adattamento televisivo del romanzo con sceneggiatura di Poppy Cogan. Nel giugno 2023, Jackson rivela che la produzione della serie è iniziata e annuncia che Emma Myers e Zain Iqbal sono stati scelti come rispettivi ruoli principali di Pip e Ravi. Il 1º agosto 2024 la serie televisiva Come uccidono le brave ragazze debutta su BBC Three.